# Laulauga Tausaga
Laulauga Tausaga-Collins, lub w skrócie Lagi Tausaga (ur. 22 maja 1998 na Hawajach) – amerykańska lekkoatletka samoańskiego pochodzenia, specjalizująca się w rzucie dyskiem. Absolwentka Mount Miguel High School, oraz Uniwersytetu Stanu Iowa. Rzutem na odległość 69,49 m., który jest jej rekordem życiowym, zdobyła złoty medal na Mistrzostwach Świata w Lekkoatletyce 2023. Zwyciężyła również w konkursie rzutu dyskiem na Mistrzostwach NACAC w Lekkoatletyce 2022.

## Osiągnięcia
| Rok  | Zawody                                          | Miejsce               | Rezultat | Konkurencja  | Wynik             | Źródło       |
| ---- | ----------------------------------------------- | --------------------- | -------- | ------------ | ----------------- | ------------ |
| 2017 | Mistrzostwa Panamerykańskie Juniorów            | Trujillo              | 1        | Rzut dyskiem | 59,29 m           | [ 7 ]        |
| 2019 | Młodzieżowe Mistrzostwa NACAC                   | Santiago de Querétaro | 2        | Rzut dyskiem | 59,37 m           | [ 8 ]        |
| 2019 | Mistrzostwa Świata                              | Doha                  | -        | Rzut dyskiem | próba niemierzona | [ 9 ] [ 10 ] |
| 2019 | Mecz Lekkoatletyczny Europa – Stany Zjednoczone | Mińsk                 | 2        | Rzut dyskiem | 63,71 m           | [ 11 ]       |
| 2022 | Mistrzostwa Świata                              | Eugene                | 12       | Rzut dyskiem | 56,47 m           | [ 12 ]       |
| 2022 | Mistrzostwa NACAC                               | Freeport              | 1        | Rzut dyskiem | 63,18 m           | [ 6 ]        |
| 2023 | Mistrzostwa Świata                              | Budapeszt             | 1        | Rzut dyskiem | 69,49 m           | [ 13 ]       |